# ボリス・ライン
ボリス・ライン（ドイツ語: Boris Rhein、1972年1月2日 - ）は、ドイツの政治家。2022年5月から、ヘッセン州首相を務める。ドイツキリスト教民主同盟（CDU）所属。

## 経歴
フランクフルト・アム・マインにあるギムナジウムに通い、1991年にアビトゥーアを取得。フランクフルト大学に進学し法律学を学んだ。1997年に第一次司法試験（juristisches Staatsexamen）に、2000年には第二次司法試験に合格。2001年から2006年まで弁護士として活動した。
2012年7月にそれまでのフランクフルト市長を務めてきたペトラ・ロートが引退を表明し、ラインを後継者に指名した。2012年に実施された市長選では、ドイツ社会民主党（SPD）のペーター・フェルトマンに敗れ落選した。
2022年2月にフォルカー・ボフィエーがヘッセン州首相を辞任する意向を表明し、ラインを後継者に指名した。同年5月にはヘッセン州議会にて、ラインが州首相に選出された。